# Le Sang des Templiers 2 : La Rivière de sang
Série
Le Sang des Templiers
(2011)
Pour plus de détails, voir Fiche technique et Distribution.
Le Sang des Templiers 2 : La Rivière de sang (Ironclad: Battle for Blood) est un film épique réalisé par Jonathan English en 2014 et se déroulant au Moyen Âge. C'est la suite du film Le Sang des Templiers, sorti en 2011 et réalisé par le même réalisateur.

## Synopsis
Cinq ans après les événements du Sang des Templiers, la famille De Vesci (le père, la mère, le fils et les deux filles) sont assiégés par une troupe de pillards écossais dirigée par un personnage amer qui veut venger sa famille massacrée par les Anglais. Il faut dire que le château De Vesci se trouve à la frontière de l'Angleterre et de l'Écosse. Lors d'un premier raid, le fils survivant du chef écossais est tué et le maître des lieux, Gilbert De Vesci, est blessé et doit être amputé d'un bras. Gilbert envoie son fils Hubert chercher leur cousin Guy de Lusignan pour les aider dans leur combat.
Guy de Lusignan est l'ancien écuyer du seigneur d'Aubigny qui avait été assiégé dans Rochester en 1215. Incapable de trouver la paix après ces événements, il est devenu un homme amer et cynique prêt à se vendre au plus offrant. Il s'est allié avec un autre mercenaire à qui il a sauvé la vie, Bérenger. Hubert parvient à le retrouver et il accepte de l'aider contre paiement de ses services et de ceux de Bérenger. Pour emmener plus de monde, il paie un bourreau pour sauver une meurtrière de l'échafaud. Marie la Folle. Le bourreau Pierrepoint, qui veut avoir un œil sur elle, les accompagne. 
Hubert ramène les quatre mercenaires au château assiégé De Vesci et ils réussissent à repousser une attaque écossaise. Les retrouvailles de Guy avec la famille sont chaleureuses sauf avec la fille aînée, Blanche, surtout lorsqu'elle s'aperçoit qu'il a été payé pour venir. Mais les relations se réchauffent après qu'il l'ait sauvé d'Écossais qui s'étaient infiltrés dans le château. 
Bientôt, Gilbert de Vesci meurt de sa blessure. Sa femme, désespérée, s'empoisonne à ses côtés. Le chef des pillards écossais décide un ultime assaut. Les assiégés n'arrivent pas à les repousser. Le bourreau a disparu. Rancunière, Marie la Folle l'a égorgé. Les De Vesci doivent se réfugier dans la tour. Bérenger affronte en personne le chef écossais mais est tué au combat. Guy reste avec les deux filles pendant que Hubert et Marie restent pour un ultime affrontement. Les Écossais réussissent à faire prisonnier ces derniers. Du haut de la tour, Guy et les deux filles assistent à l'exécution de Marie. Au moment où Hubert va être pendu à son tour, Guy crie au chef des Écossais qu'il accepte de l'affronter. Guy et le chef écossais s'affrontent à l'épée devant tous les Écossais. Au moment où le chef écossais va vaincre Guy, Blanche De Vesci lui plante un couteau dans le flanc. Le chef écossais s'en prend alors à Blanche mais Guy profite de cette occasion pour l'égorger. Les Écossais décident alors de se retirer. Le narrateur nous annonce alors que Guy de Lusignan continuera sa vie de mercenaire en France pendant la guerre de Cent Ans.

## Fiche technique
- Titre : Le Sang des Templiers 2 : La Rivière de sang
- Titre original : Ironclad: Battle for Blood
- Titre québécois : Assiégés : La Guerre du sang
- Réalisation : Jonathan English
- Scénario : Stephen McDood et Jonathan English
- Production : Rick Benattar
- Musique : Stephan Römer et Andreas Weldinger
- Décoration : Mina Buries
- Effets spéciaux : Dusan Djevic et Nemandja Djordjev
- Société de production : Mythic International Entertainment
- Société de distribution : Content Media
- Pays d'origine : Royaume-Uni, Serbie
- Format : Couleur
- Langue : anglais
- Genre : Action, aventure, drame, historique et guerre
- Durée : 108 minutes
- Date de sortie : 14 mars 2014 ( Royaume-Uni)

## Distribution
- Michelle Fairley : Joan De Vesci
- Roxanne McKee : Blanche De Vesci
- Danny Webb : Smith, le serviteur de Gilbert
- Rosie Day : Kate De Vesci
- David Rintoul : Gilbert De Vesci
- Tom Austen : Guy de Lusignan
- Tom Rhys Harris : Hubert De Vesci
- Predrag Bjelac : Maddog, le chef des pillards écossais
- David Caves : Bérenger
- Andy Beckwith (en) : Pierrepoint le bourreau
- Twinnie La More : Marie la Folle
- Dragana Atlija : Shiba
- Zorana Becic : Vyla
- Ljubomir Bulajic : Ewan
- Ana Sakic : Greta
- Dusanka Stojanovic : Mme. Smith

## Autour du film
- Le film a été tourné en Serbie, entre autres à la forteresse de Smederevo.
- Le titre français est trompeur. Il n'y a pas de Templiers dans le film.